# Lista de municípios de Lugo
Esta é uma lista dos 67 municípios da província espanhola de Lugo, na comunidade autónoma da Galiza.

Municípios de Lugo

| Nome                  | Pop. (2002) |
| --------------------- | ----------- |
| A Fonsagrada          | 5,146       |
| As Nogais             | 1,547       |
| A Pastoriza           | 3,975       |
| A Pobra do Brollón    | 2,572       |
| A Pontenova           | 3,261       |
| Abadín                | 3,342       |
| Alfoz                 | 2,398       |
| Antas de Ulla         | 2,719       |
| Baleira               | 1,845       |
| Baralla               | 3,279       |
| Barreiros             | 3,357       |
| Becerreá              | 3,532       |
| Begonte               | 3,748       |
| Bóveda                | 1,974       |
| Burela                | 8,176       |
| Carballedo            | 3,121       |
| Castro de Rei         | 5,966       |
| Castroverde           | 3,418       |
| Cervantes             | 2,135       |
| Cervo                 | 5,016       |
| Cospeito              | 5,706       |
| Chantada              | 9,695       |
| Folgoso do Courel     | 1,510       |
| Foz                   | 9,612       |
| Friol                 | 4,729       |
| Guitiriz              | 6,249       |
| Guntín                | 3,453       |
| Láncara               | 3,235       |
| Lourenzá              | 2,779       |
| Lugo                  | 89,509      |
| Meira                 | 1,816       |
| Mondoñedo             | 4,987       |
| Monforte de Lemos     | 19,817      |
| Monterroso            | 4,253       |
| Muras                 | 1,067       |
| Navia de Suarna       | 1,869       |
| Negueira de Moniz     | 233         |
| O Corgo               | 4,224       |
| O Incio               | 2,455       |
| O Páramo              | 1,925       |
| O Saviñao             | 5,000       |
| O Valadouro           | 2,371       |
| O Vicedo              | 2,303       |
| Ourol                 | 1,465       |
| Outeiro de Rei        | 4,333       |
| Palas de Rei          | 4,135       |
| Pantón                | 3,377       |
| Paradela              | 2,552       |
| Pedrafita do Cebreiro | 1,562       |
| Pol                   | 2,072       |
| Portomarín            | 2,035       |
| Quiroga               | 4,209       |
| Rábade                | 1,583       |
| Ribadeo               | 9,163       |
| Ribas de Sil          | 1,406       |
| Ribeira de Piquín     | 842         |
| Riotorto              | 1,830       |
| Samos                 | 2,073       |
| Sarria                | 13,053      |
| Sober                 | 3,009       |
| Taboada               | 4,077       |
| Trabada               | 1,616       |
| Triacastela           | 882         |
| Vilalba               | 15,520      |
| Viveiro               | 15,444      |
| Xermade               | 2,595       |
| Xove                  | 3,625       |